# 제32회 부일영화상
제32회 부일영화상은 부산에 본사를 둔 일간지인 부산일보가 주최했다. 2023년 10월 5일 부산광역시 해운대구 시그니엘 부산 그랜드볼룸에서 개최되었다. 제32회 시상식에서는 2022년 8월 11일부터 2023년 8월 10일까지 개봉된 222편의 한국 영화를 대상으로 16개 부문에서 시상이 이루어졌다. 영화 시상식에 앞서 올해 처음으로 레드카펫 행사가 진행되었으며, 이솜이 시상식의 단독 진행을 맡았다.
영화계 스타들이 참석한 시상식은 네이버TV에서 생중계되었다. 엄태화 감독의 영화 콘크리트 유토피아는 최우수 작품상, 이병헌의 남우주연상, 박보영의 올해의 스타상(여자), 조형래 촬영감독의 촬영상 등 4개 부문에서 수상했다. 올해의 스타상(남자)은 더 문의 도경수에게 돌아갔다.

## 심사위원단
심사위원단은 9명으로 구성되었다.
- 유지나: 심사위원장, 영화 평론가, 동국대학교 영화영상학과 교수
- 남유정: 부산일보 문화부 기자
- 문관규: 부산대학교 예술문화영상학과 교수
- 박인호: 부산영화평론가협회 회장
- 성일권: 르몽드 디플로마티크 발행인
- 이주현: 씨네21 편집장
- 임필성: 영화 감독 (남극일기, 마담 뺑덕)
- 전찬일: 영화 평론가, 한국문화콘텐츠비평가협회 회장
- 정한석: 부산국제영화제 프로그래머

## 수상 및 후보
후보 및 수상자 (수상자는 볼드체로 표시):
| 최우수 작품상 | 최우수 감독상 |
| --- | --- |
| - 콘크리트 유토피아 - 다음 소희 - 올빼미 - 밀수 - 탑                                                                       | - 정주리 – 다음 소희 - 류승완 – 밀수 - 엄태화 – 콘크리트 유토피아 - 임순례 – 교섭 - 홍상수 – 탑                                           |
| 최우수 남우주연상 | 최우수 여우주연상 |
| - 이병헌 – 콘크리트 유토피아 - 도경수 – 더 문 - 류준열 – 올빼미 - 유해진 – 올빼미 - 임시완 – 스마트폰을 떨어뜨렸을 뿐인데  | - 김서형 – 그린하우스 - 배두나 – 다음 소희 - 양말복 – 같은 속옷을 입는 두 여자 - 염정아 — 밀수 - 전도연 – 길복순                          |
| 최우수 남우조연상 | 최우수 여우조연상 |
| - 김종수 – 밀수 - 강기영 – 교섭 - 고규필 – 범죄도시3 - 김성철 – 올빼미 - 박정민 – 밀수                                     | - 고민시 – 밀수 - 김선영 – 콘크리트 유토피아 - 나문희 – 영웅 - 박세완 — 육사오 - 이연 – 길복순                                            |
| 최우수 신인 감독상 | 최우수 각본상 |
| - 이지은 – 비밀의 언덕 - 김세인 – 같은 속옷을 입는 두 여자 - 박송열 – 낮과 밤의 길이 - 안태진 – 올빼미 - 최승연 – 스프린터 | - 김세인 – 같은 속옷을 입는 두 여자 - 박규태 – 육사오 - 이신지, 엄태화 – 콘크리트 유토피아 - 정주리 – 다음 소희 - 현규리, 안태진 – 올빼미 |
| 최우수 신인 남우주연상 | 최우수 신인 여우주연상 |
| - 김선호 – 귀공자 - 변우석 – 20세기 소녀 - 이순원 – 육사오 - 이신영 – 리바운드 - 정일우 – 고속도로 가족                    | - 김시은 – 다음 소희 - 고민시 – 밀수 - 김용지 – 둠둠 - 안은진 – 올빼미 - 임지호 – 같은 속옷을 입는 두 여자                                |
| 최우수 촬영상 | 미술/기술상 |
| - 조형래 – 콘크리트 유토피아 - 김영호 – 더 문 - 최영환 – 밀수 - 김태성 – 비공식작전 - 조상윤 – 영웅                        | - 진종현 – 더 문 (VFX) - 이후경 – 밀수 (미술) - 김보묵 – 유령 (미술) - 조화성 – 콘크리트 유토피아 (미술) - 신유진 – 킬링 로맨스 (미술)    |
| 최우수 음악상 | 유현목 영화예술상 |
| - 달파란 – 유령 - 장기하 – 밀수 - 황상준 – 영웅 - 김준석 – 인생은 아름다워 - 김해원 – 콘크리트 유토피아                    | - 배두나 – 다음 소희 |
| 올해의 스타상 (남자) | 올해의 스타상 (여자) |
| - 도경수 – 더 문 | - 박보영 – 콘크리트 유토피아 |

## 다수 후보 지명 영화
다음 영화들이 다수 부문에서 후보에 올랐다.
| 후보 지명 | 영화              |
| --------- | ----------------- |
| 10        | 밀수              |
| 8         | 콘크리트 유토피아 |
| 7         | 올빼미            |
| 4         | 다음 소희         |
| 3         | 육사오            |
| 3         | 더 문             |

## 같이 보기
- 제59회 백상예술대상
- 춘사영화제 2023